# Miriam (gruppo musicale)
I Miriam sono un gruppo musicale italiano indie electro fondato a Roma nel 1998.

## Storia
Il gruppo è stato fondato nel 1998 a Roma col nome di Windigo, composto da Daniela Bruno, Carlo Bucciarelli e Francesco Sordini, sostituito l'anno seguente dal chitarrista Massimo Bandiera.
Nel 2000 il gruppo assume l'attuale nome ed incide il CD Promo Im Nebel. Nel 2002 viene pubblicato il primo album Scents. Nel 2007 viene messo in commercio il secondo CD, intitolato When Beauty Is Invisibile.
Il gruppo è attualmente attivo nel suo assetto originale.

## Formazione
- Daniela Bruno
- Carlo Bucciarelli
- Massimo Bandiera

## Discografia

### Album
- Scents (2002)
- When Beauty Is Invisibile (2007)

### Altro
- Arabesque (1999)
- Im Nebel (2000)